# Гвіздув (Підкарпатське воєводство)
Гвіздув (пол. Gwizdów) — село в Польщі, у гміні Лежайськ Лежайського повіту Підкарпатського воєводства.
Населення — 598 осіб (2011).
У 1975-1998 роках село належало до .

## Демографія
Демографічна структура станом на 31 березня 2011 року:
|          | Загалом | Допрацездатний вік | Працездатний вік | Постпрацездатний вік |
| -------- | ------- | ------------------ | ---------------- | -------------------- |
| Чоловіки | 298     | 69                 | 196              | 33                   |
| Жінки    | 300     | 74                 | 168              | 58                   |
| Разом    | 598     | 143                | 364              | 91                   |